# حبیب‌الله اسماعیل‌زاده
حبیب‌الله اسماعیل‌زاده (زادهٔ ۱۳۳۱ در قهدریجان) نمایندهٔ حوزهٔ انتخابیهٔ فلاورجان در دورهٔ هفتم مجلس شورای اسلامی بوده‌است. وی پیش‌تر در دورهٔ ششم نیز عضو این مجلس بود.